# Kuzmik Pál
Eperjesi Kuzmik Pál Lajos (Eperjes, 1864. június 22. – Budapest, 1925. december 19.) sebész, egyetemi tanár.

## Élete
Kuzmik Sámuel (1823–1869) orvos és Kosch Kamilla (1835–1899) fiaként született. Az Eperjesi Evangélikus Kollégiumban érettségizett (1882). Tanulmányait 1882 és 1888 között a Budapesti Tudományegyetem Orvostudományi Karán folytatta. 1888-ban avatták orvosdoktorrá.
1888-tól a II. sz. Sebészeti Műtőintézet műtőnövendéke, 1891-től segéde, illetve a Réczey Imre által vezetett II. sz. Sebészeti Kóroda tanársegédje volt. 1890. szeptember 1-től 1891. augusztusig a Budapesti Tudományegyetem orvoskari testülete által adományozott Kovács S. Endre-féle ösztöndíjjal külföldi tanulmányúton tartózkodott. 1897-ben a II. sz. Sebészeti Tanszék mellé adjunktusi kinevezést kapott. A következő évben a sebészeti műtéttan című tárgykörből magántanárrá habilitálták; április 30-án megválasztották háború esetére az Erzsébet Vöröskereszt kórház osztályos főorvosává. 
1905-ben az uralkodó az oktatásügy terén szerzett érdemeiért, az egyetemi rendkívüli tanári címet adományozta számára. 1908 és 1914 között a Szent János Kórház főorvosa volt. 1909-ben nyilvános rendkívüli tanár lett. 1914 és 1925 között a sebészet nyilvános rendes tanára volt a budapesti egyetemen.
A visszerek, a rák; a sérülések műtéttanát fejlesztette. E tárgykörökkel foglalkozó munkái a Magyar Orvosi Archívumban, az Orvosi Hetilapban jelentek meg.
Sírja a Fiumei úti sírkertben található.

### Családja
1892. november 29-én a belvárosi plébániatemplomban házasságot kötött Szarvasy Margit Annával (1873–1941), Szarvasy Sándor fővárosi magánzó és Kepes Ida lányával.
Gyermekeik:
- Kuzmik Margit Kamilla Ida (1893–?)
- Kuzmik Pál Imre (1894–?)
- Kuzmik Lívia Zsófia Alexandra (1898–1976)

## Művei
- A bélvarratok bírálata. (Magyar Orvosi Archívum, 1896, 5.)
- A traumatikus törések és ficamodások alapvonalai és atlasza. (részben fordítás, 1898)